# Colipasi
La colipasi è una proteina che funge da coenzima ed è necessario per regolare ed ottimizzare l'attività della lipasi pancreatica.
È secreta dal pancreas, in forma inattiva chiamata precolipasi, la quale viene trasformata nella forma attiva a livello del lume intestinale dalla tripsina. 